# Oriol Texidor
Oriol Texidor Martínez  (Barcelona, 30 de setembre de 1974) és un artista multidisciplinar català.

## Biografia
Va estudiar arquitectura a l'Escola Tècnica Superior d'Arquitectura del Vallès i a la Universitat Politècnica de Catalunya. Va introduir-se al món de les arts plàstiques de manera autodidacta, mitjançant un viatge de quatre anys per visitar i estudiar els principals museus d'art europeus. Després es va retirar als Pirineus, on aquest temps de retir li permetria assimilar tota aquesta experiència i desenvolupar un estil artístic propi.

## Obra
Va fer les primeres creacions el 2002, adaptant la tècnica i el mitjà al tema que volia representar i per assolir-ho va incorporar diferents tècniques com el gravat, la impressió digital, la fotografia, l'escultura o el vídeo. A través de la seva obra l'autor ha pretès comprendre l'evolució de la condició humana i poder ascendir espiritualment. Ha participat a més d'un centenar d'exposicions, tant individuals com col·lectives, i la seva obra està present a nombroses col·leccions d'arreu del món. Ha estat artista resident convidat per diversos museus nacionals i internacionals (Manresa, Barcelona, Maastricht, Capellades, La Bisbal, Essaouira) i és assessor de projectes artístics per a estudiants internacionals. A més, ha estat docent en diversos centres com l'Escola Massana i ha impartit nombrosos tallers d'escultura, pintura i dibuix. El 2007 va tornar a l'arquitectura per crear el taller "Ar+quitectura plàstica", especialitzat en la creació de projectes artístics en arquitectura. A més, ha plasmat el seu pensament en dos llibres col·lectius: Espirituals sense religió, de Laia de Ahumana (Fragmenta, 2015), i L'experiència contemplativa, d'Olga Fajardo (Kairós, 2017).

## Premis i reconeixements
- Concurs Internacional d'Escultura Anchipurac esCultura (San Juan de la Frontera, Argentina, 2018)
- Primer premi a la Beca Cal Massó d'Art Contemporani (Reus, 2008)[6]
- Primer premi a la Biennal de Pintura Jove de la Generalitat de Catalunya (2004)
- Primer premi del Premi Internacional de Pintura del Cercle de Belles Arts de Lleida (Lleida, 2003)
- Primer premi del Concurs de Pintura Jaurena Art (L'Hospitalet de Llobregat, 2003)
- Premi als Joves Pintors de la Sala Parés (Barcelona, 2002)